# Marathon van Rome 2011

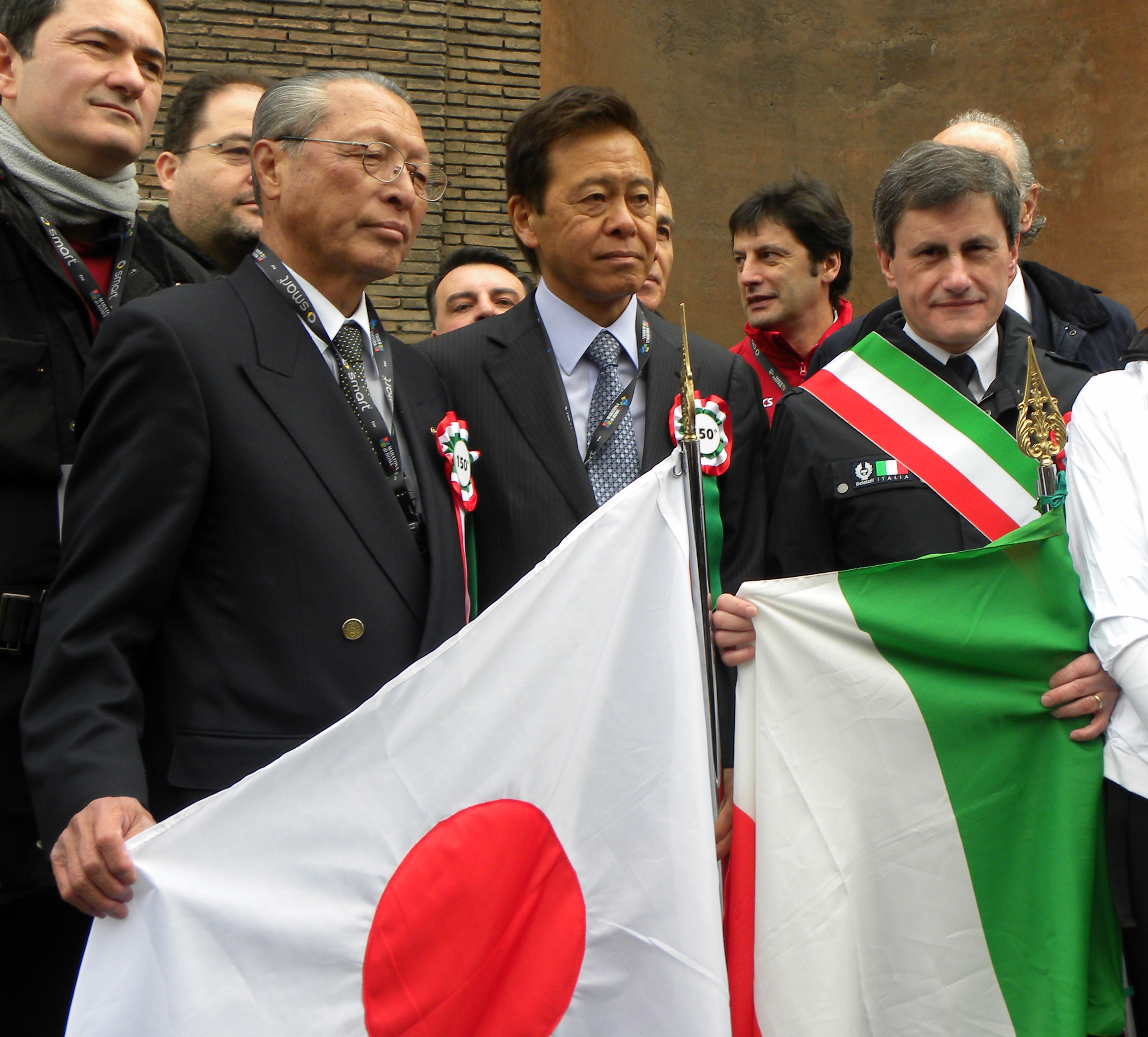
Hiroyasu Ando, ambassadeur van Italië, en Gianni Alemanno, burgemeester van Rome, tijdens de openingsceremonie.

De marathon van Rome 2011 vond plaats op zondag 20 maart 2011. Het was de zeventiende editie van de marathon van Rome. De wedstrijd bij de mannen werd gewonnen door de Keniaan Dickson Chumba. Hij versloeg met een ruime halve minuut Siraj Amda uit Ethiopië. Bij de vrouwen versloeg Firehiwot Dado schreef de wedstrijd op haar naam met een tijd van 2:24.13. De ex-F1 coureur Alex Zanardi, die zijn beide benen verloor, won de wedstrijd voor handbikers. In totaal namen 14.000 hardlopers deel aan de wedstrijd. Ook werd er een 4 km Fun Run gehouden waaraan 85.000 mensen aan deelnemen.

## Uitslagen

### Mannen
| rang   | naam                 | land | tijd    |
| ------ | -------------------- | ---- | ------- |
| Goud   | Dickson Chumba       | KEN  | 2:08.45 |
| Zilver | Siraj Amda           | ETH  | 2:09.21 |
| Brons  | Shami Dawitt         | ETH  | 2:09.42 |
| 4      | Netakibeb Tekeste    | ETH  | 2:10.17 |
| 5      | Simon Mukum          | KEN  | 2:10.34 |
| 6      | Yared Dagnaw         | ETH  | 2:10.41 |
| 7      | Dereje Woldegiyorgis | ETH  | 2:10.46 |
| 8      | Tsige Asfaw Solomon  | ETH  | 2:11.23 |
| 9      | David Mandago        | KEN  | 2:12.53 |
| 10     | Hailu Legese Shume   | ETH  | 2:13.43 |
| 11     | Paul Malakwen Kosgei | KEN  | 2:13.57 |
| 12     | Merga Ejigu Ebisa    | ETH  | 2:14.19 |
| 13     | Tura Bechere         | ETH  | 2:14.42 |
| 14     | Aman Sufoo           | ETH  | 2:18.40 |
| 15     | Emil Lerdahl         | SWE  | 2:25.11 |

### Vrouwen
| rang   | naam                   | land | tijd    |
| ------ | ---------------------- | ---- | ------- |
| Goud   | Firehiwot Dado         | ETH  | 2:24.13 |
| Zilver | Haftu Tesema Goitetom  | ETH  | 2:26.21 |
| Brons  | Haile Kebebush         | ETH  | 2:27.39 |
| 4      | Achamo Abeyo Netsanet  | ETH  | 2:28.28 |
| 5      | Rosalba Console        | ITA  | 2:29.15 |
| 6      | Ayanu Workitu          | ETH  | 2:29.37 |
| 7      | Nina Podnebesnova      | RUS  | 2:32.12 |
| 8      | Mengistu Meseret       | ETH  | 2:33.40 |
| 9      | Mekash Dinkinesh       | ETH  | 2:34.44 |
| 10     | Maja Neuenschwander    | SUI  | 2:35.09 |
| 11     | Janat Hanane           | ITA  | 2:38.34 |
| 12     | Alemtschay Masfin      | ETH  | 2:38.50 |
| 13     | Irene Chepkirui Makori | KEN  | 2:41.02 |

1982 ·
1983 ·
1984 ·
1985 ·
1986 ·
1987 ·
1988 ·
1989 ·
1990 ·
1991 ·
1995 ·
1996 ·
1997 ·
1998 ·
1999 ·
2000 ·
2001 ·
2002 ·
2003 ·
2004 ·
2005 ·
2006 ·
2007 ·
2008 ·
2009 ·
2010 ·
2011 ·
2012 ·
2013 ·
2014 ·
2015 ·
2016 ·
2017